# Gripenberg (tätort)
Gripenberg är en tätort, ursprungligen stationssamhälle, i Tranås kommun i Jönköpings län. Det lokala fotbollslaget heter Gripenbergs BK och spelar sina hemmamatcher på Smévallen.

## Historia
Gripenberg uppstod runt gården Vätinge när Östra stambanan drogs förbi. Stationen öppnades 1873. 

### Befolkningsutveckling
| Befolkningsutvecklingen i Gripenberg 1950–2020          | Befolkningsutvecklingen i Gripenberg 1950–2020 | Befolkningsutvecklingen i Gripenberg 1950–2020 | Befolkningsutvecklingen i Gripenberg 1950–2020 | Befolkningsutvecklingen i Gripenberg 1950–2020 |
| ------------------------------------------------------- | ---------------------------------------------- | ---------------------------------------------- | ---------------------------------------------- | ---------------------------------------------- |
|                                                         |                                                |                                                |                                                |                                                |
| År                                                      |                                                |                                                | Folkmängd                                      | Areal (ha)                                     |
| 1950                                                    | 1950                                           |                                                | 330                                            | ##                                             |
| 1960                                                    | 1960                                           |                                                | 329                                            |                                                |
| 1965                                                    | 1965                                           |                                                | 303                                            |                                                |
| 1970                                                    | 1970                                           |                                                | 304                                            |                                                |
| 1975                                                    | 1975                                           |                                                | 315                                            |                                                |
| 1980                                                    | 1980                                           |                                                | 333                                            |                                                |
| 1990                                                    | 1990                                           |                                                | 327                                            | 54                                             |
| 1995                                                    | 1995                                           |                                                | 304                                            | 54                                             |
| 2000                                                    | 2000                                           |                                                | 294                                            | 54                                             |
| 2005                                                    | 2005                                           |                                                | 282                                            | 54                                             |
| 2010                                                    | 2010                                           |                                                | 292                                            | 54                                             |
| 2015                                                    | 2015                                           |                                                | 300                                            | 56                                             |
| 2020                                                    | 2020                                           |                                                | 271                                            | 55                                             |
| Anm.: ## Som tätort/befolkningsagglomeration 1920–1950. |                                                |                                                |                                                |                                                |